# Бусіріс (місто, Нижній Єгипет)
Бусіріс (Бусірід, дав.-гр. Βούσιρις) — грецька назва релігійного центру в Єгипті (в дельті Нілу), по-єгипетськи називалося Джеду (пізніше — Пер-Усир-небі-Джеду, сучасне селище Абу-Сір Бана на південь від Саманнуда). Центр дев'ятого нижньоєгипетського ному, знаходився на захід від Саїсу. Місто було центром культу Анеджті, пізніше ототожненого з Осірісом (у греків Бусіріс). Слово Бусіріс також використовувалося як посилання на «головного бога Бусіріса» — Осіріса.

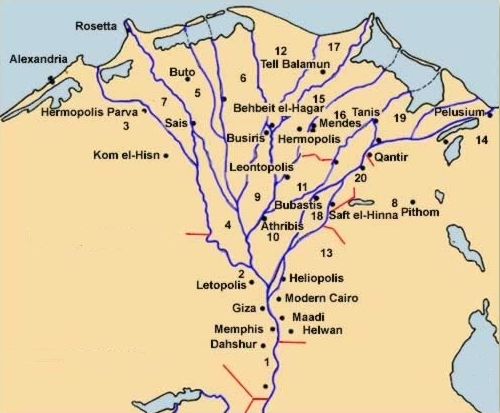
Мапка із зазначенням місцезнаходження Бусіріса